# Chiasmodon harteli
Chiasmodon harteli är en fiskart som beskrevs av Melo 2009. Chiasmodon harteli ingår i släktet Chiasmodon och familjen Chiasmodontidae. Inga underarter finns listade i Catalogue of Life.